# Pro Evolution Soccer 2012
Pro Evolution Soccer 2012 або PES 2012 (World Soccer: Winning Eleven 2012 у Азії) — кросплатформова гра у жанрі футбольного симулятора із серії Pro Evolution Soccer від компанії Konami, є одинадцятою в даній серії ігор. Розроблено та видано Konami (MicroByte в Аргентині) за сприяння Blue Sky Team. Місце на офіційній обкладинці зайняв Кріштіану Роналду з «Реала», а на обкладинці японської версії зображений Сіндзі Каґава з «Боруссії» (Дортмунд). На обкладинках гри для Північної та Південної Америки були зображені Неймар з «Сантуса» та Роналду.
Як і попередні версії гри, PES 2012 представив повністю ліцензовані Ліга чемпіонів УЄФА, Ліга Європи УЄФА, Суперкубок УЄФА та Кубок Лібертадорес. Вперше представлена португальська Прімейра-Ліга з трьома повністю ліцензованими клубами.

## Геймплей
Геймплей PES 2012 є оновленням з PES 2011 з покращеннями штучного інтелекту, швидкості, анімації та фізики.
Серед нових особливостей стала система контролю партнерів по команді, коли другорядним гравцем можна керувати чи-то під час гри, чи-то під час виконання стандартного положення.
Була покращена робота рефері, а саме додана можливість вручення жовтої картки без зупинки гри, коли м'яч виходить за межі поля.

## Відгуки
| Агрегатор    | Оцінка                                          |
| ------------ | ----------------------------------------------- |
| GameRankings | PC: 77% PS3: 79,70% X360: 78,04% Wii: 79,75%    |
| Metacritic   | PC: 77/100 PS3: 80/100 X360: 78/100 Wii: 79/100 |

| Видання                            | Оцінка |
| ---------------------------------- | ------ |
| Eurogamer                          | 8/10   |
| Game Informer                      | 9/10   |
| GameSpot                           | 8/10   |
| GameTrailers                       | 8,4/10 |
| IGN                                | 8/10   |
| Official Xbox Magazine (США)       | 8/10   |
| PlayStation: The Official Magazine | 8/10   |

Критики зустріли гру як з позитивними так і зі змішаними оцінками. GameRankings та Metacritic дали грі 79,70% та 80/100 для версії гри на PlayStation 3. Digital Spy поставив оцінку 4 з 5, зазначивши: «PES 2012 пропонує задовільну, непередбачувану та цілком достойну гру віртуального футболу». The Digital Fix оцінив PES у 7 з 10. 411Mania поставила 6,5 з 10, назвавши гру «веселою, яка іде в ногу з конкурентами. Загалом гра хороша, але багато багів могли бути виправленими».